# Longperrier
Longperrier is een gemeente in het Franse departement Seine-et-Marne (regio Île-de-France) en telt 2071 inwoners (1999). De plaats maakt deel uit van het arrondissement Meaux.

## Geografie
De oppervlakte van Longperrier bedraagt 4,6 km², de bevolkingsdichtheid is 450,2 inwoners per km².
De onderstaande kaart toont de ligging van Longperrier met de belangrijkste infrastructuur en aangrenzende gemeenten.

## Demografie
Onderstaande figuur toont het verloop van het inwonertal (bron: INSEE-tellingen).